# Ротар
Ротар — село в Каменском районе непризнанной Приднестровской Молдавской Республики. Административный центр Ротарского сельсовета, куда кроме села Ротар также входят сёла Боданы и Соколовка.